# Агишев, Андрей Валентинович
Андрей Валентинович Агишев (29 июня 1965; Пермь, РСФСР, СССР) — советский и российский политик.

## Биография
В 1982 г. окончил школу № 124 г. Перми. С 1983 по 1987 г. работал на Моторостроительном заводе им. Я. М. Свердлова (ныне «Протон ПМ») наладчиком станков с ЧПУ. В 1987 г. окончил электротехнический факультет Пермского политехнического института по специальности «Автоматика и телемеханика». Получил дополнительное образование по специальности переводчика-референта. Занимался преподавательской деятельностью на зональных курсах повышения квалификации профсоюзных кадров и актива. С 1989 по 1991 г. — в молодёжном творческом объединении, областном фонде имущества и Лиге ценных бумаг.
С 1992 г. трудился в Фонде имущества Пермской области, а в 1994 г. возглавил отдел инвестиций Пермской финансово-производственной группы, став через год вице-президентом по рынку ценных бумаг и недвижимости. С 1995 г. — генеральный директор Пермской фондовой компании. С 1998 г. — первый вице-президент Пермской финансово-производственной группы. В 2001 году вошел в экономический совет при губернаторе Пермской области Юрии Трутневе.
С мая 2002 г. — член совета директоров АО «Пермский мукомольный завод». С июня того же года стал членом совета директоров АО «ИК „Ермак“» и членом совета директоров АО «Сорбент». Также в 2002 г. стал членом совета директоров ОАО «Пермский завод смазок и СОЖ». В 2002 году в период противостояния коллектива АО «Галоген» с Мингосимущества РФ возглавил совет миноритарных акционеров, который действовал заодно с топ-менеджерами завода. С июля 2002 по 2003 г. — член совета директоров, генеральный директор ИБГ «Парма». В 2002—2004 гг. — член правления благотворительного фонда «Жемчужина Урала», член совета директоров ЗАО «Лукойл-Пермь», председатель совета директоров АО «Морион». 30 июня 2003 года возглавил наблюдательный совет ЗАО «Фирма Уралгазсервис».
С января 2004 по май 2010 г. — генеральный директор ООО «Пермрегионгаз». В 2005 г. возглавил руководство ПРОО «Профессиональный баскетбольный клуб „Урал-Грейт“».
С 2006 по 2011 г. — депутат Законодательного Собрания Пермского края первого созыва, член комитета по социальной политике, член постоянной депутатской комиссии по правовому регулированию отношений в сфере агропромышленного комплекса Пермского края.

## Партийная деятельность
С февраля 2002 г. — председатель ревизионной комиссии ПРО партии «Союз правых сил».
С 2003 года состоит во фракции «Единая Россия». Член президиума регионального политсовета политической партии «Единая Россия», секретарь политсовета ленинского районного отделения партии в г. Перми, координатор программы поддержки пострадавших вкладчиков и дольщиков.
С 2006 г. занимал активную критическую позицию по отношению к краевой администрации и губернатору О. А. Чиркунову.

## Уголовные преследования
В отношении Агишева проводятся следственные действия, связанные с неправомочными действиями по выделению крупных кредитов.
22 июля 2015 года Ленинский районный суд города Перми приговорил бывшего председателя попечительского совета баскетбольного клуба «Урал-Грейт» Андрея Агишева к пяти годам лишения свободы условно с испытательным сроком в четыре года. По приговору суда осужденный также должен выплатить штраф в размере 1 млн руб.
Бывший генеральный менеджер «Урал-Грейта» Виталий Вьюгов осужден на два с половиной года лишения свободы также условно с испытательным сроком в два с половиной года и штрафом в размере 700 тыс. руб.
Андрей Агишев и Виталий Вьюгов обвинялись в хищении средств бюджета Пермского края, совершенном в составе группы лиц по предварительному сговору в особо крупном размере (ч. 4 ст. 159 УК РФ). Кроме того Андрей Агишев обвинялся ещё и в двух эпизодах растраты средств ООО «Пермрегионгаз» (ч. 4 ст. 160 УК РФ).
По версии гособвинения в 2005 году Андрей Агишев и Виталий Вьюгов занимая руководящие должности в ПРОО "ПБК «Урал-Грейт» с использованием мошеннических схем совершили хищения денежных средств, выделенных баскетбольному клубу из Бюджета Пермского края.
Кроме того, Андрею Агишеву, как бывшему генеральному директору ООО «Пермрегионгаз» вменяются в вину два эпизода растраты средств организации, совершенные им в 2009 году.
Андрей Агишев по-прежнему свою вину не признает, считает уголовное преследование политически мотивированным и намерен обжаловать приговор. Прокуратура считает вынесенный приговор не отвечающим закону и справедливости, особо отмечая доказанность хищения 30 млн средств из краевого бюджета. При этом выводы районного суда о квалификации деяния не оспариваются. Дата рассмотрения представления в Пермском краевом суде не определена, прокуроры просят заменить условны срок отбывания наказания на реальный.

## Семья
Женат, трое детей.